# Denise Mina

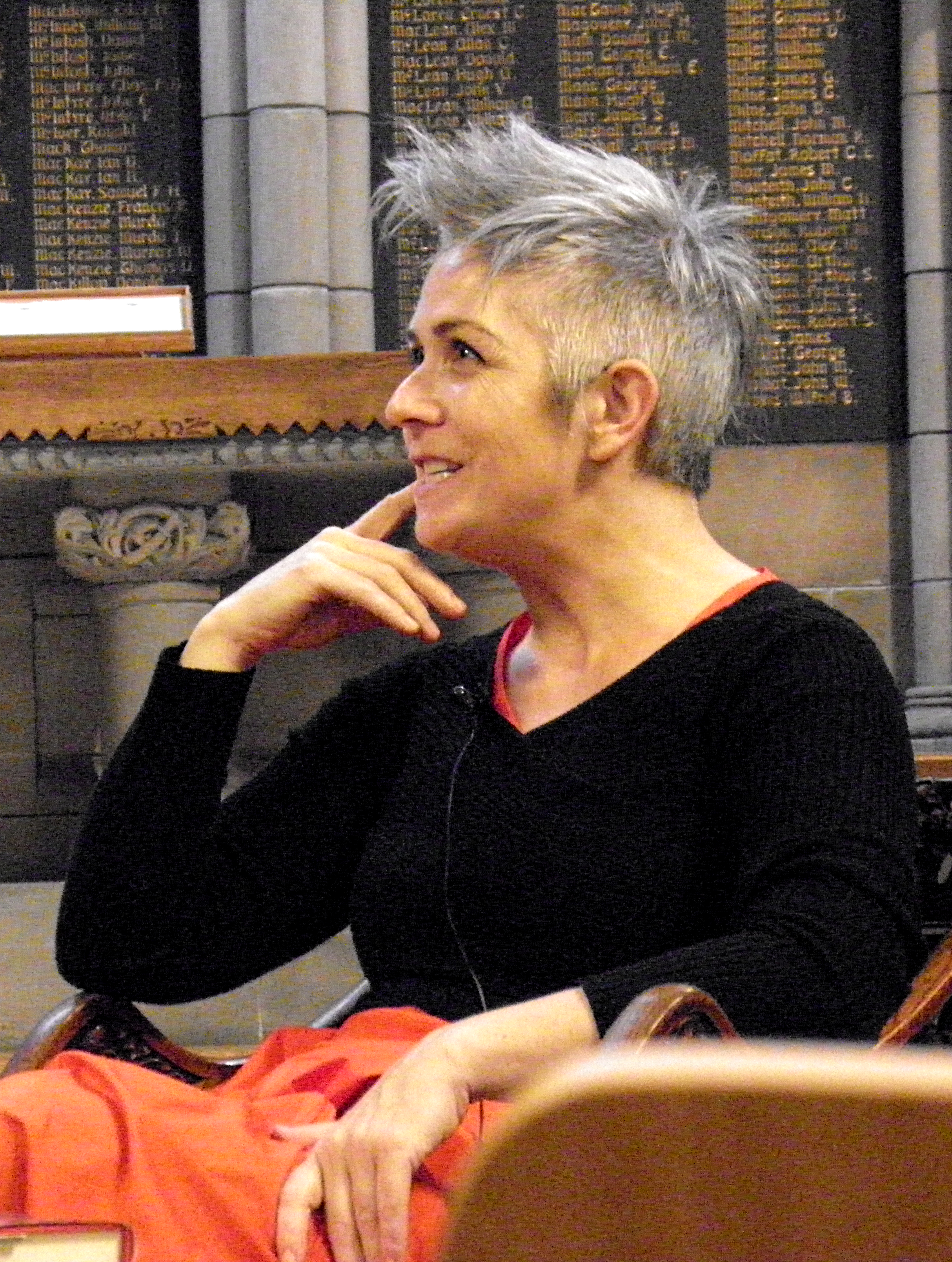
Denise Mina (2018)

Denise Mina (* 21. August 1966 in East Kilbride, Schottland) ist eine britische Schriftstellerin. Seit ihrem Romandebüt Garnethill (1998) hat sie zahlreiche Kriminalromane, Bühnenstücke, Kurzgeschichten und Comics veröffentlicht.

## Leben
Mina ist die Tochter eines Ingenieurs in der Erdöl-Branche. Der Beruf ihres Vaters brachte es mit sich, dass die Familie in 18 Jahren 21-mal zwischen Glasgow, Den Haag, Paris und Bergen umzog.
Mit 16 Jahren verließ Mina die Schule und arbeitete einige Jahre als Hilfskraft in verschiedenen Branchen. Später holte sie die Schule nach und begann Rechtswissenschaften an der University of Glasgow zu studieren. Sie beendete das Studium und ging an die University of Strathclyde und konnte dort in diesem Fach promovieren. Während ihres Promotionsstudiums erhielt sie einen Lehrauftrag über Kriminologie.
Denise Mina lebt in Glasgow.

## Krimiautorin
In Großbritannien wird Denise Mina als Queen of Tartan Noir, einer schottischen Spielart des Krimi Noir, bezeichnet. Sie wurde mit zahlreichen Preisen geehrt und 2014 in die Crime Writers’ Association Hall of Fame aufgenommen.
Von Minas Reihe um die Glasgower Kriminalermittlerin Alex Morrow erschien die deutsche Übersetzung des ersten, zweiten und vierten Falles im Heyne Verlag; die des dritten und fünften Falles wurden in die Ariadne Kriminalroman-Reihe des Argument Verlags aufgenommen.

## Ehrungen
- 1998 Dagger Award (CWA) in der Kategorie `Bester Erstlingsroman´ für Garnethill
- 2006 Barry Award in der Kategorie `Best British Novel´ für The Field of Blood
- 2007 Nominierung für den Edgar Award - Mistery Writers of America für Dead Hour[3]
- 2011 Martin Beck Award für The End of the Wasp Season
- 2012 Theakstons Old Peculier Crime Novel of the Year Award für The End of the Wasp Season[1]
- 2013 Theakstons Old Peculier Crime Novel of the Year Award[4] für Gods and Beasts
- 2013 Finnischer Krimipreis (Kategorie „International“)
- 2017 Gordon Burn Prize für The Long Drop[1]
- 2017 McIlvanney Prize for Scottish Crime Novel of the Year für The Long Drop
- 2019 (1): Deutscher Krimipreis, 3. Platz international, für Blut Salz Wasser
- 2019 (2): Deutscher Krimipreis, 3. Platz international, für Klare Sache
- 2020 Deutscher Krimipreis, 1. Platz international, für Götter und Tiere

## Werke (Auswahl)

### Die Garnett-Trilogie
- Schrei lauter, Maureen. Lichtenberg, München 1999, ISBN 3-426-61926-1 (englisch: Garnetthill. 1998. Übersetzt von Doris Styron).
- Der zweite Tote. Droemer Knaur, München 2003, ISBN 3-426-62401-X (englisch: Exile. 2000. Übersetzt von Doris Styron).
- Resolution (2002)

### Die Paddy-Meehan-Reihe
- Der Hintermann. Droemer Knaur, München 2007, ISBN 978-3-426-63212-3 (englisch: The Field of Blood. 2005. Übersetzt von Doris Styron).
- Die tote Stunde. Heyne, München 2016, ISBN 978-3-453-43492-9 (englisch: The Dead Hour. 2006. Übersetzt von Heike Schlatterer).
- Der letzte Wille. Heyne, München 2013, ISBN 978-3-453-43442-4 (englisch: The Last Breath. 2007. Übersetzt von Conny Lösch).

### Die Alex-Morrow-Reihe
- In der Stille der Nacht. Heyne, München 2010, ISBN 978-3-453-43490-5 (englisch: Still Midnight. 2009. Übersetzt von Conny Lösch).
- Blinde Wut. Heyne, München 2011, ISBN 978-3-453-43491-2 (englisch: The End of the Wasp Season. 2010. Übersetzt von Conny Lösch).
- Götter und Tiere. Argument, Hamburg 2020, ISBN 978-3-86754-246-3 (englisch: Gods and Beasts. 2012. Übersetzt von Karen Gerwig).
- Das Vergessen. Heyne, München 2014, ISBN 978-3-453-41787-8 (englisch: The Red Road. 2013. Übersetzt von Heike Schlatterer).
- Blut Salz Wasser. Argument, Hamburg 2018, ISBN 978-3-86754-230-2 (englisch: Blood Salt Water. 2014. Übersetzt von Zoë Beck).

### Reihe Anna und Fin
- Klare Sache. Argument, Hamburg 2019, ISBN 978-3-86754-242-5 (englisch: Conviction. 2019. Übersetzt von Zoë Beck).
- Fester Glaube. Argument, Hamburg 2023, ISBN 978-3-86754-268-5 (englisch: Confidence. 2022. Übersetzt von Karen Gerwig).

### Andere Romane
- Refugium. Knaur, München 2004, ISBN 3-426-62718-3 (englisch: Sanctum, US-Titel: Deception. 2003. Übersetzt von Doris Styron).
- The Long Drop (2017)
- The Less Dead (2020)

### Comics (Auswahl)
Mina schrieb 13 Folgen der Comic-Serie Hellblazer.
- Empathy is the Enemy (Hellblazer). Titan Press, London 2006, ISBN 1-84576-382-3 (illustriert von Leonardo Manco).
- The Red Right Hand (Hellblazer). Titan Press, London 2007, ISBN 978-1-84576-568-2 (illustriert von Leonardo Manco).

### Theaterstücke
- Ida Tamson. City Council, Glasgow 2006, ISBN 0-906169-61-5.
- A Drunk Woman Looks at the Thistle. 2007 (frei nach Hugh MacDiarmids A Drunk Man Looks at the Thistle).